# Brutus (Cognomen)
Brutus (lateinisch: „Dummkopf“) ist ein römisches Cognomen, welches der Name einer plebeischen Familie der gens Iunia war. Die Rückführung der Herkunft auf den mythischen ersten Konsul Lucius Iunius Brutus gilt als Erfindung, da dieser Patrizier war und zudem nur zwei Söhne hatte, die auf seinen eigenen Befehl hingerichtet worden sein sollen.
Der Name könnte auch auf den Namen Gravis zurückgehen und hätte damit die gleiche Wurzel wie Severus. Eine Rückführung auf die Brettii, entflohene Sklaven, von denen sich der Familienname der Bruttier ableitet, wird als unwahrscheinlich angesehen.

## Namensträger
- Brutus (Toreut), provinzialrömischer Handwerker

- Decimus Iunius Brutus (Konsul 77 v. Chr.) (um 120 v. Chr.–nach 63 v. Chr.), römischer Politiker
- Decimus Iunius Brutus Albinus (um 81 v. Chr.–43 v. Chr.), römischer Politiker und Soldat, einer der Verschwörer gegen Caesar
- Decimus Iunius Brutus Callaicus, römischer Politiker, Konsul 138 v. Chr.
- Decimus Iunius Brutus Pera, zu dessen Tod 264 v. Chr. erstmals Gladiatorenspiele in Rom gehalten wurden, Vater des Konsuls von 266 v. Chr. Decimus Iunius Pera
- Decimus Iunius Brutus Scaeva (Konsul 292 v. Chr.), römischer Politiker
- Decimus Iunius Brutus Scaeva (Konsul 325 v. Chr.), römischer Politiker
- Gaius Iunius Bubulcus Brutus (Diktator) († nach 302 v. Chr.), römischer Konsul 317, 313 und 311 v. Chr. und Diktator 302 v. Chr.
- Gaius Iunius Bubulcus Brutus (Konsul), römischer Konsul 291 und 277 v. Chr.
- Lucius Iunius Brutus († 509 v. Chr.?), römischer Konsul
- Lucius Iunius Brutus Damasippus, römischer Prätor 82 v. Chr.
- Marcus Iunius Brutus (Konsul 178 v. Chr.), römischer Konsul
- Marcus Iunius Brutus (Jurist), römischer Jurist
- Marcus Iunius Brutus (Ankläger), römischer Ankläger
- Marcus Iunius Brutus (Prätor 88 v. Chr.) († 82 v. Chr.), römischer Prätor
- Marcus Iunius Brutus (Volkstribun) († 77 v. Chr.), römischer Volkstribun
- Marcus Iunius Brutus (85 v. Chr.–42 v. Chr.), römischer Senator, einer der Mörder Caesars
- Publius Iunius Brutus, römischer Prätor 190 v. Chr.